# Vincencij
Vincencij je moško osebno ime.

## Izvor imena
Ime Vincencij je izpeljanka imena Vincenc.

## Pogostost imena
Po podatkih Statističnega urada Republike Slovenije je bilo na dan 31. decembra 2007 v Sloveniji število moških oseb z imenom Vincencij: 527. Med vsemi moškimi imeni pa je ime Vincencij po pogostosti uporabe uvrščeno na 235 mesto.

## Osebni praznik
V našem koledarju z izborom svetniških imen, udomačenih med Slovenci in njihovimi godovnimi dnevi po novem bogoslužnem koledarju je ime Vincencij zapisano 5 krat. Pregled godovnih dni v katerih poleg Vincencija godujejo še Vinko, Cene in osebe katerih imena nastopajo kot različice navedenih imen.
- 22. januar, Vincencij, diakon in mučenec († 22. jan. 304)
- 5. april, Vincencij Ferreri, duhovnik († 5. apr. 1419)
- 20. september, Vincencij, opat († 20. sep. 687)
- 27. september, Vincencij Pavelski, redovni ustanovitelj († 27. sep. 1660)
- 27. oktober, Vincencij, mučenec